# Præriemåge
Præriemågen (Leucophaeus pipixcan) er en lille måge, der yngler i Canada og det nordlige USA. Fuglen blev set i Danmark for første gang i november 2005.